# Ivar Hylander

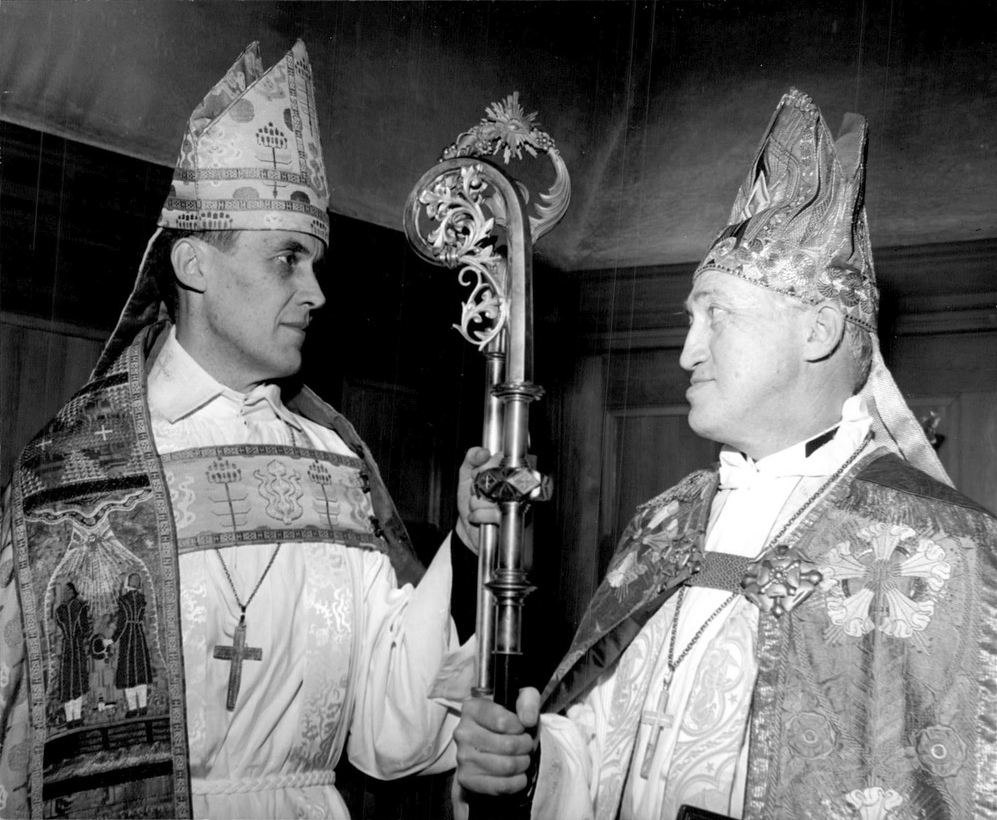
Ivar Hylander (links) mit Bischof Gert Borgenstierna beim Einführungsgottesdienst

Ivar Hylander (* 24. Juli 1900 in Norrköping; † 16. Dezember 1982) war ein schwedischer lutherischer Theologe und Bischof.
Hylander, ein Sohn des Oberlehrers Johan Hylander, studierte Evangelische Theologie an der Universität Uppsala und legte 1925 das philosophische, 1929 das theologische Kandidatenexamen ab. 1931 wurde er Lizenziat und 1932 Doktor der Theologie (Der literarische Samuel-Saul-Komplex traditionsgeschichtlich untersucht). Anschließend arbeitete er als Lehrer in Sigtuna und beim Diakonistyrelsens bokförlag. 1939 wurde er Hauptpastor (kyrkoherde) an der Sankt-Olai-Kirche in Norrköping, 1943 Dompropst im Bistum Visby. 1956 wurde er zum Bischof des Bistums Luleå bestimmt und am 27. Januar 1957 in sein Amt eingeführt. Er trat 1966 in den Ruhestand.